# شراكة (لخيايطة)
شراكة هو دُوَّار يقع بجماعة الخيايطة، إقليم برشيد، جهة الدار البيضاء سطات في المملكة المغربية. ينتمي الدوّار لمشيخة لخيايطة التي تضم 4 دواوير. يقدر عدد سكانه بـ 2084 نسمة حسب الإحصاء الرسمي للسكان والسكنى لسنة 2004.

## روابط خارجية
- البوابة الوطنية للجماعات الترابية نسخة محفوظة 12 مارس 2018 على موقع واي باك مشين.
- المندوبية السامية للتخطيط